# Janthinea
Janthinea is een geslacht van vlinders van de familie uilen (Noctuidae), uit de onderfamilie Hadeninae.

## Soorten
- J. divalis Staudinger, 1891
- J. friwaldszkii (Duponchel, 1835)